# 가르강튀아와 팡타그뤼엘
가르강튀아와 팡타그뤼엘(1532-1564)은 프랑수아 라블레의 작품이다.
<제1 가르강튀아>(1534), <제2 팡타그뤼엘>(1532), <제3 팡타그뤼엘>(1546), <제4 팡타그뤼엘>(1552), <제5 팡타그뤼엘>(1564)의 전(全) 5권으로 된 프랑스 르네상스 최대 걸작이다. 다만 사후에 출판된 최종권은 위작(僞作)이라는 의심이 있다.
처음의 두 권은 거인왕(巨人王)인 가르강튀아와 팡타그뤼엘 부자 2대의 유년시대·편력수업·경이적 무훈을 이야기하고 수도사장과 인텔리 변덕쟁이인 파뉴르주 등의 매력있는 측근을 안배해 두었으며 독립하여 읽을 수 있으면서 우스운 세계를 만들어내고 있다. 자기의 존엄과 자유에 눈뜬 르네상스인의 환희와 몽상, 구태의연한 정치, 사회, 사상의 왜곡에 대한 풍자와 비판이 종횡무진하게 짜여 이 시대를 웅변으로 가장 잘 표현한 걸작이다.

## 같이 보기
- 텔레마 사원
- 데시데리위스 에라스뮈스
- 프랑스 르네상스
- 16세기 프랑스 문학
- 금도끼 은도끼
- 루키아노스
- 프리아포스
- 실레노스